# Струпківська сільська рада
| Струпківська сільська рада — орган місцевого самоврядування у Коломийському районі Івано-Франківської області з адміністративним центром у с. Струпків. Історична дата утворення: в 1940 році. Сільській раді підпорядковані населені пункти: - с. Струпків - с. Баб'янка - с. Боднарів |

## Склад ради
Рада складається з 18 депутатів та голови.

### Керівний склад ради
| ПІБ                         | Основні відомості                              | Дата обрання | Дата звільнення |
| --------------------------- | ---------------------------------------------- | ------------ | --------------- |
| Пасічняк Ярослав Михайлович | Сільський голова, 1961 року народження, освіта | 26.03.2006   | 31.10.2010      |

Примітка: таблиця складена за даними джерела